# موس (لعبة فيديو 2018)
موس (بالإنجليزية: Moss)‏، هي لعبة فيديو من نوع مغامرات وألغاز، صدرت اللعبة في الأسواق يوم 27 فبراير 2018، حيث تعمل لمنصة بلاي ستيشن 4 الحصرية، ويتوجب على من اشترى اللعبة أن يوفر له نظارة الواقع الإفتراضي.

## الموقع الخارجي
- الموقع الرسمي
 (الإنكليزية)